# 伊尼什博芬島 (戈爾韋郡)

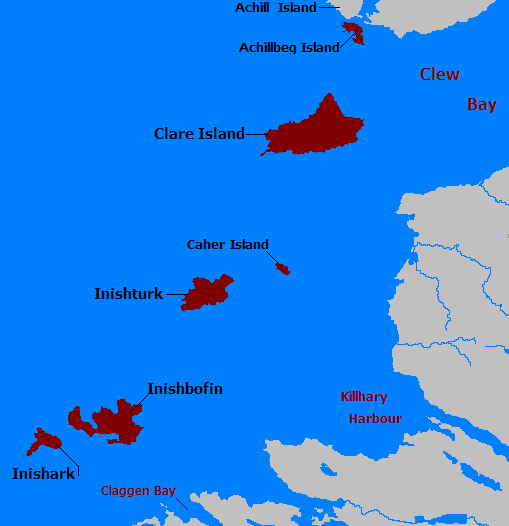

伊尼什博芬島是愛爾蘭的島嶼，位於大西洋海域，由戈爾韋郡負責管轄，長7.1公里、寬3.8公里，面積9.61平方公里，最高點海拔高度89米，2011年人口160。

## 外部連結
- Inishbofin Island Website （页面存档备份，存于）

53°37′N 10°12′W / 53.617°N 10.200°W